# Gosné
 Gosné  es una población y comuna francesa, situada en la región de Bretaña, departamento de Ille y Vilaine, en el distrito de Fougères y cantón de Saint-Aubin-du-Cormier.

## Demografía
| 918 | 817 | 875 | 1014 | 1195 | 1380 |
| Para los censos de 1962 a 1999 la población legal corresponde a la población sin duplicidades (Fuente: INSEE [Consultar]) |     |     |      |      |      |